# لرد اسنو
«لرد اسنو» (به انگلیسی: Lord Snow) سومین قسمت از فصل اول مجموعه تلویزیونی بازی تاج‌وتخت است که در ۱ مه ۲۰۱۱ از شبکه اچ‌بی‌او پخش شد. دیوید بنیاف و دی. بی. وایس فیلمنامه آن را نگاشته‌اند و برایان کرک آن را کارگردانی کرده‌است. نقدها به این قسمت عموماً مثبت بود و تعداد بینندگان این قسمت، نسبت به قسمت قبلی ۱۰ درصد افزایش داشت.